# Ève Szeftel
Pour les articles homonymes, voir Szeftel.
Ève Szeftel, née le 8 janvier 1979, est une journaliste française, qui a notamment travaillé pour l'Agence France Presse et pour le quotidien Libération. Elle est directrice de la rédaction de Marianne depuis 2025.

## Biographie
Eve Szeftel est issue d'une famille juive française. Née lé 8 janvier 1979, Ève Szeftel est diplômée de Sciences Po Paris et d'une licence de lettres modernes.

### Carrière

#### Début à l'AFP
En 2001, Eve Szeftel débute à l’Agence France‑Presse (AFP) où elle passe 20 ans, couvrant notamment les attentats du 11 septembre depuis New York. Elle rejoint ensuite le bureau économique de l’agence à Paris avant de passer en 2014 au bureau de Bobigny (93), où elle couvre la vie de la banlieue nord-est parisienne pendant plusieurs années 
Elle rejoint le service économique de l'AFP, à une date non précisée (on retrouve sa signature sur cette thématique dès 2006,,,).  

### Journaliste chez Libération
En 2021, Ève Szeftel est recrutée à Libération à l'initiative de Denis Olivennes, président de SAS Presse Indépendante qui possède l'hebdomadaire et dont plusieurs médias la décrive comme une proche,,. Au service société, elle traite des sujets liés aux banlieues et à l'urbanisme. 
Elle a également contesté les investigations du service CheckNews du journal qui enquêtait sur les fausses informations liées aux massacres du 7-Octobre (notamment celles des 40 bébés décapités), alléguant que « sur certains sujets, il faut attendre, tout simplement ».

### Directrice de rédaction chez Marianne
En janvier 2025, elle quitte Libération pour devenir directrice de la rédaction de Marianne. Cette nomination est décidée par un de ses proches Denis Olivennes,, qui est la fois président de la SAS Presse Indépendante, qui possède le premier titre,, et président du conseil de surveillance de la holding Czech Media Invest, qui possède le second. Cette promotion provoque des tensions au sein du magazine. Des journalistes ont évoqué en juin 2025 vouloir déposer une motion de défiance à la suite de l'impossibilité d'évoquer la guerre à Gaza en conférence de rédaction et après une couverture jugée trop partisane envers la candidature de Nicolas Mayer-Rossignol lors du congrès de 2025 du Parti socialiste.
Dans son mail de départ envoyé à la rédaction du journal Libération que le média Arrêt sur images a pu consulter, elle entend poursuivre à Marianne une « ligne républicaine et sociale, universaliste et laïque, aussi intraitable avec l'antisémitisme qu'avec le racisme » et soutient un « un retour aux fondamentaux de Marianne, à Jean-François Kahn ». 
Dans son premier édito en tant que cheffe de rédaction, elle affirme que le magazine occupera désormais « une place centrale, entre l'empire du mal, qui penche vers l'extrême-droite, et l'empire du bien, qui incline vers l'extrême-gauche ». Elle entend faire de Marianne un média critique envers La France Insoumise, les « lobbys militants » et les « wokes ».

### Collaborations extérieures
Elle collabore comme rédactrice sur le site de l'Ina en 2003[source insuffisante].
En 2005, elle cosigne avec Barbara Lefèvre l'ouvrage « Élèves sous influence » aux éditions Louis Audibert,, accusant l'école de « fabriquer des élèves profondément antiaméricains ». Elles dénoncent notamment le traitement dans les manuels scolaires des attentats du 11 septembre 2001 qui, selon elles, s'alignerait sur les « prétextes politiques avancés par Ben Laden ». Dans une critique de l'ouvrage, Le Monde estime cependant que « la charge est tellement forte qu'on ne peut s'empêcher d'éprouver un malaise à la lecture de l'ouvrage ».
En 2006 et 2007, elle collabore sous son nom de femme mariée – Szeftel – à la revue d'opinion néoconservatrice Le Meilleur des mondes, formée autour du Cercle de l'Oratoire.
Elle a animé pendant environ dix années sur RCJ (Radio de la communauté juive) l'émission Mémoires Vives, de la Fondation pour la mémoire de la Shoah.

### Positionnements
Elle se réclame de la gauche universaliste. Elle se montre critique vis-à-vis de la ligne défendue par Olivier Faure et dénonce l'alliance du Parti socialiste avec La France Insoumise au sein du Nouveau Front Populaire.
Après les attentats du 7 octobre 2023 en Israël, elle se définit comme « sioniste et propalestinienne », militant pour la solution à deux États au conflit israélo-palestinien
Une enquête menée par Blast a néanmoins dévoilé qu'elle refuse, en tant que directrice de Marianne, toute évocation dans les pages du journal du mot « génocide » pour décrire les massacres commis par Israël à Gaza et a rejeté la publication d'un article proposant de débattre sur l'emploi de ce terme ; alléguant au rédacteur en chef adjoint du service international qu'« «Israël est une démocratie et [qu'il] n'y a pas de génocide à Gaza ». Elle conteste ces accusations, affirmant qu'un « entretien croisé entre deux juristes spécialistes de la question, prévu de longue date, sortira d’ailleurs très bientôt  ». En mars 2024, elle déclare néanmoins sur X que le « droit légitime d'Israël à se défendre ne peut pas se transformer en pulsion incontrôlée de vengeance ».
En janvier 2025, elle affirme au média Arrêt sur images vouloir faire du journalisme un « projet civique » qui a pour but de « ramener les lecteurs dans le giron républicain » et de les éloigner des « extrêmes ».

### Vie privée
Ève Szeftel est mariée à Daniel Szeftel. Il est adhérent au Parti socialiste.

## Affaire judiciaire
En 2020, elle publie Le Maire et les barbares, chez Albin Michel, une enquête dans laquelle elle accuse le député de Seine-Saint-Denis Jean-Christophe Lagarde d'avoir conclu un pacte pour le pouvoir avec la voyoucratie locale et les islamistes. Elle révèle qu'à l'époque où il était maire de Drancy, Lagarde a logé dans le parc HLM de la ville Lynda Benakouche, la compagne de Jean-Christophe Soumbou, numéro deux du gang des Barbares responsable de l'assassinat d'Ilan Halimi. Le député-maire a aussi financé son association d'aide aux devoirs et facilité son embauche à la mairie de Bobigny. Ce faisant, il aurait contribué indirectement à la libération anticipée, en juillet 2019, de Soumbou, qui a pu présenter de solides garanties de réinsertion.
Le livre fait la une du Point et fait l'objet de nombreuses recensions dans les médias écrits,, et audiovisuels, en pleine campagne des municipales et alors qu'Emmanuel Macron annonce un premier plan d'actions contre le « séparatisme islamiste ».
Jean-Christophe Lagarde, président de l'UDI, annonce avoir déposé plainte en diffamation contre le livre et la journaliste, qu'il accuse d'être à la solde de l'opposition socialiste. Le SNJ-CGT publie un communiqué en défense de la journaliste, dans lequel le syndicat s'insurge de la violence des attaques du député et de ses insinuations sexistes.
En juillet, l'ancienne garde des Sceaux Rachida Dati annonce avoir saisi le procureur de Paris et le procureur national financier pour qu'ils ouvrent une enquête sur les révélations du livre.
En août 2021, Le Canard enchaîné révèle l'ouverture de plusieurs enquêtes judiciaires à la suite des révélations du livre, visant Jean-Christophe Lagarde ou son bras droit à Bobigny Christian Bartholmé, qui font suite à une enquête ouverte en février 2019 pour détournement de fonds publics.
Le 13 février 2025, la cour d'appel de Paris met hors de cause Ève Szeftel pour les supposés faits de diffamation dénoncés par Jean-Christophe Lagarde.

### Ouvrages
- Élèves sous influence, Editions Louis Audibert, 2005, co-écrit avec Barbara Lefèvre,
- Le Maire et les barbares, chez Albin Michel[20], 2020